# Phức hợp xúc tiến kỳ sau
Phức hợp xúc tiến kỳ sau hay thể chu kỳ (Anaphase-Promoting Complex/Cyclosome - APC/C) là một enzyme ligase ubiquitin E3 có chức năng đánh dấu (bằng quá trình ubiquitin hóa) một số protein trong chu kỳ tế bào để chúng bị các tiêu thể 26S nhận diện và phân giải. APC/C là một phức hợp lớn bao hàm 11–13 tiểu đơn vị protein, trong đó có một tiểu đơn vị mang tên cullin (Apc2) và một tiểu đơn vị mang tên RING (Apc11) giống như trong phức hợp SCF. Một số bộ phận khác của APC/C vẫn chưa được nhận diện chức năng, nhưng cấu trúc của chúng được bảo tồn rất cao.

## Chức năng
Chức năng chính của APC/C là kích hoạt sự chuyển tiếp từ kỳ giữa sang kỳ sau của nguyên phân bằng cách "đánh dấu" một số protein để tiêu thể phân giải chúng. APC/C cũng đóng vai trò quan trọng trong việc duy trì biến dưỡng nhiễm sắc chất, nhất là trong pha G1 và G0, cũng như trong việc phosphoryl hóa H3 thông qua việc phân giải kinase Aurora A. Hai nhóm protein quan trọng mà APC/C cần phải đánh dấu là securin và các cyclin của pha S, pha M.
- Securin là một protein ức chế separase - một enzyme protease có chức năng phân giải các phức hợp cohesin kết nối các nhiễm sắc tử chị em trong nhiễm sắc thể kép. Phân giải securin sẽ giúp các nhiễm sắc tử tách ra khỏi nhau và đi về hai cực của tế bào, đánh dấu sự chuyển tiếp từ kỳ giữa sang kỳ sau. Việc phân giải securin của APC/C bị ức chế cho đến khi tế bào vượt qua điểm kiểm soát thoi vô sắc, lúc đó các tâm động của nhiễm sắc thể kép kết nối với các sợi thoi vô sắc để các tâm động nằm thẳng hàng trên mặt phẳng xích đạo.[1][4][5][6]
- Việc phân giải cyclin S và M diễn ra khi các nhiễm sắc thể mới tách rời đã đến được vị trí mà chúng cần đến. Khi chúng bị phân giải thì CDK của nguyên phân bị bất hoạt và điều đó xúc tiến việc chuyển tiếp từ nguyên phân sang phân chia tế bào chất. Cụ thể, tiêu trừ chúng sẽ giúp bất hoạt phần lớn số CDK trong chu kỳ; sự sụt giảm đột ngột của hoạt tính CDK sẽ khiến các enzyme phosphatase có sẵn trong kỳ sau thực thi việc khử các gốc phosphat trong các protein vốn bị CDK phosphoryl hóa. Việc này nhằm chuẩn bị những điều kiện cần thiết cho việc hoàn tất nguyên phân và phân chia tế bào chất: nhiễm sắc thể tháo xoắn, màng nhân tái hình thành, bộ máy Golgi tái lập.[1][4][5]

APC/C đánh dấu các mục tiêu của chúng bằng quá trình ubiquitin hóa, tức chúng gắn các gốc ubiquitin vào protein đích để tiêu thể nhận diện và phân giải. Ở đây, các protein đích của APC/C có các chuỗi amino acid đặc biệt giúp chúng có thể được nhận diện bởi APC/C; trong đó chuỗi thông dụng nhất của các mục tiêu mang tên gọi là "hộp phá hủy" (destruction box - D-box). Ngoài ra, trong quá trình ubiquitin hóa cũng bao hàm sự tham gia của các enzyme kết hợp ubiquitin E1 và E2. Nói rõ ràng hơn, ở đây tác vụ của APC/C là gắn các E1, E2 mang ubiquitin vào hộp phá hủy thay vì đóng vai trò là một vật mang cộng hóa trị trung gian.
Hộp phá hủy có lẽ có một phiên bản của chuỗi amino acid sau: RXXLXXXXN (với R = arginine, L = Leucine, N = asparagine và X là một amino acid). Hộp Ken cũng là một kiểu hộp phá hủy quan trọng khác với chuỗi của hộp Ken có lẽ thuộc dạng sau: KENXXXN (K = lysine và E = glutamate). Vị trí amino acid cuối trong hộp Ken thay đổi rất nhiều tùy loại. APC/C có thể có nhiều vị trí tương tác với các protein đích, trong khi đó các mục tiêu của nó có ít nhất một - nếu không phải hai - kiểu hộp phá hủy vừa được nêu, và chúng không đủ khả năng để tự mình đứng ra tham gia vào quá trình bị ubiquitin hóa bởi APC. Mặc dù các thực nghiệm cho thấy một số đột biến xảy ra trên hộp phá hủy có thể ức chế sự phá hủy của protein trong cơ thể sống, quá trình tác động của APC/C đối với các mục tiêu của nó vẫn còn nhiều khuất tất.

## Điều tiết hoạt động của phức hợp xúc tiến kỳ sau
Trái với phức hợp SCF, APC/C được kích hoạt và điều tiết bởi một số tiểu đơn vị gắn vào nó. Một tiểu đơn vị trong số đó là Cdc20, chúng bám vào các APC/C để hoạt hóa và giúp APC/C đánh dấu các securin. Để Cdc và APC/C có thể bám vào với nhau, APC/C phải được phosphorylat hóa bởi cyclin M-Cdk. Còn Cdc20 thì được kích hoạt ở cuối kỳ giữa khi tất cả các tâm động của nhiễm sắc thể kép đã thẳng hàng và đều đã được kết nối với sợi thoi của thoi vô sắc. Nguyên do của việc này là các tâm động đều có đính kèm với các protein Mad2 với chức năng ức chế hoạt tính của Cdc20, bản thân tâm động đóng vai trò như một enzyme giúp hoạt hóa và duy trì hoạt tính của Mad2. Mad2 chỉ bị bất hoạt khi các sợi thoi đã gắn kết hoàn toàn với tâm động; điều này có nghĩa là chỉ khi tất cả các tâm động đều được liên kết với sợi thoi thì Cdc20 mới thoát khỏi sự ức chế của Mad2 và bắt đầu nhiệm vụ của mình. Tâm động của nhiễm sắc thể kép cùng với Mad là hai trong số những nhân tố tham gia vào điểm kiểm soát thoi vô sắc, chỉ cần một tâm động chưa liên kết với sợi thoi cũng đủ để kích hoạt điểm kiểm soát này và ngăn chặn quá trình chuyển tiếp từ kỳ giữa sang kỳ sau của nguyên phân.
Một tiểu đơn vị khác, Cdh1 có chức năng kích hoạt khả năng đánh dấu các cyclin M của APC/C - bản thân Cdc20 cũng là "nạn nhân" của Cdh1 để đảm bảo chúng bị tiêu hủy hoàn toàn khi không cần thiết. Cdh1 bám vào APC/C ở giai đoạn cuối của kỳ sau khi các nhiễm sắc thể "con" trong nhiễm sắc thể kép đã cách xa nhau đủ để tế bào mẹ có thể phân chia mà không ảnh hưởng đến sự đồng đều số nhiễm sắc thể ở tế bào con; và chúng bị các phức hợp cyclin G1-CDK phosphoryl hóa và ức chế trong pha G1 để lượng cyclin M tăng trở lại trong kỳ trung gian.
Ở đây, trong tế bào động vật, APC/C có thể bị hoạt hóa sớm (ở kỳ trước và kỳ giữa sớm), tuy nhiên các thí nghiệm cho thấy cùng lắm chỉ có cyclin S bị phân giải sớm còn cyclin M và securin vẫn bị phân giải "đúng giờ". Cơ chế để điểm kiểm soát thoi vô sắc trì hoãn sự phân giải sớm của cyclin S và securin vẫn chưa được rõ. Đáng chú ý rằng, việc kích hoạt APC/C bởi Cdc20 cần có cyclin M-CDK; nhưng bản thân APC/C lại có vai trò trong việc phân giải chúng - tức là ở đây bản thân hoạt tính của APC/C đã tự áp chế chính nó. Có thể kiểu áp chế hồi tiếp này là cơ sở cho sự kiểm soát hoạt tính của CDK dựa trên biến thiên vầ nồng độ cyclin S và M.

### Cước chú
1. ↑  Bằng việc "tác hợp" cho Cdc20 và APC/C như vậy, M-Cdk đã tự đào mồ chôn chính mình vì về sau chính phức hợp Cdc20-APC/C đóng vai trò quan trọng trong việc tiêu hủy cyclin M.[9]